# Gronsveld (gemeente)
Gronsveld is een voormalige gemeente in Zuid-Limburg. De gemeente ging in 1982 op in de gemeente Eijsden, die in 2011 weer opging in de gemeente Eijsden-Margraten. De gemeente grensde aan de gemeenten Margraten, St. Geertruid, Eijsden, Maastricht en Cadier en Keer. Op dat moment bestond de gemeente uit de kernen: Gronsveld, Rijckholt, Honthem en Eckelrade (ged.)
Per 1 januari 1943 werd de gemeente Rijckholt aan Gronsveld toegevoegd. Bij de herindeling van 1982 gingen de buurtschappen Honthem en Eckelrade over naar de gemeente Margraten.
In de gemeente staat de parochiekerk, de St. Martinuskerk in Gronsveld. De in 1943 toegevoegde gemeente Rijckholt beschikte over twee parochiekerken.

## Demografie
| jaar | aantal |  | jaar | aantal |  | jaar | aantal |
| ---- | ------ |  | ---- | ------ |  | ---- | ------ |
| 1830 | 1.385  |  | 1879 | 1.822  |  | 1930 | 1.681  |
| 1840 | 1.517  |  | 1889 | 1.878  |  | 1947 | 2.341  |
| 1849 | 1.682  |  | 1899 | 2.041  |  | 1956 | 2.472  |
| 1859 | 1.663  |  | 1909 | 2.211  |  | 1960 | 2.789  |
| 1869 | 1.774  |  | 1920 | 1.453  |  | 1971 | 3.285  |

Opmerkingen

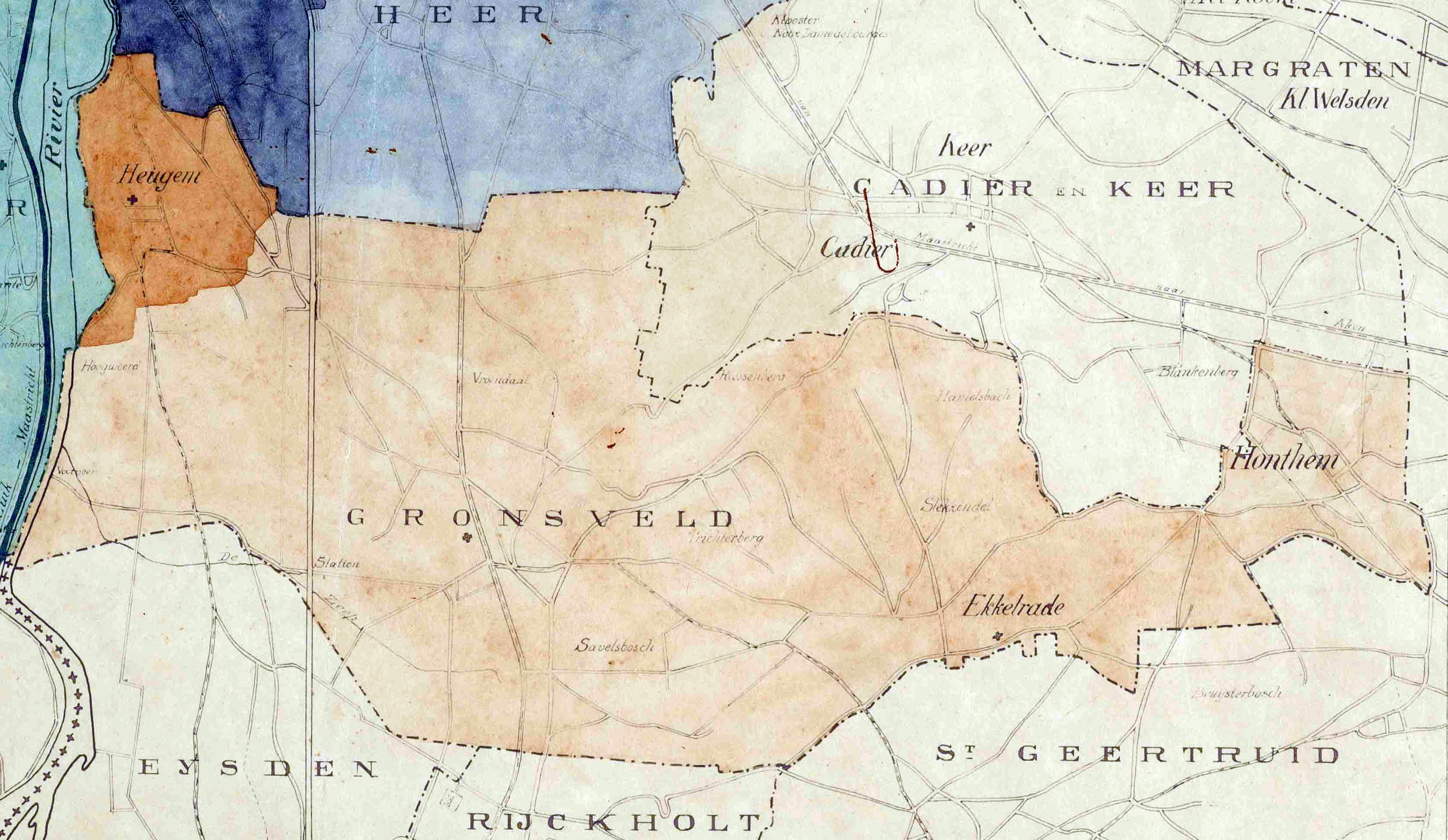
De gemeente Gronsveld ten tijde van de annexatie van Heugem door Maastricht (1920)

- De gemeente Gronsveld omvat naast het gelijknamige dorp ook de gehuchten (buurtschappen) Honthem en het noordelijk deel van Eckelrade.
- Tot 1920 omvatte de gemeente ook het dorp Heugem. De terugval in het aantal inwoners bij de volkstelling van dat jaar is toe te schrijven aan de annexatie van Heugem door Maastricht. Ter vergelijking: in 1919 had Gronsveld 2.517 inwoners.[17]
- Sinds 1943 omvat de gemeente ook het dorp Rijckholt, tot dan een zelfstandige gemeente.
- Op 1 juli 1970 stond Gronsveld 3,55 km² af aan Maastricht. Op dat stuk woonden toen 66 inwoners.[18]

## Referentie
1. ↑  Meer, Ad van der en Boonstra, Onno "Repertorium van Nederlandse gemeenten" 1812–2011, KNAW, 2006/2011 download (archive.org)
2. ↑  Volkstelling 1830
3. ↑  Volkstelling 1879 - Limbörg: plaotseleke indeiling. Gearchiveerd op 5 juli 2022.
4. ↑  Volkstelling 1930 - Plaatselijke indeling. Gearchiveerd op 4 juli 2022.
5. ↑  Volkstelling 1840 - Limburg. Gearchiveerd op 6 juli 2022.
6. ↑  Volkstelling 1889 - Limburg. Gearchiveerd op 24 mei 2023.
7. ↑  Volkstelling 1947 - Plaatselijke indeling. Gearchiveerd op 4 juli 2022.
8. ↑  Volkstelling 1849 - Hertogdom Limburg: gemeentelijke indeling van de provincie. Gearchiveerd op 5 maart 2016.
9. ↑  Volkstelling 1899 - Limburg. Gearchiveerd op 4 juli 2022.
10. ↑  Woningtelling 1956 - Voornaamste gegevens per gemeente
11. ↑  Volkstelling 1859 - Plaatselijke indeling. Gearchiveerd op 24 mei 2023.
12. ↑  Volkstelling 1909 - Plaatselijke indeling. Gearchiveerd op 24 mei 2023.
13. ↑  Volkstelling 1960 - Bevolking van gemeenten en onderdelen van gemeenten. Gearchiveerd op 21 april 2023.
14. ↑  Volkstelling 1869 - Feitelijke of getelde bevolking in iedere gemeente van het Rijk. Gearchiveerd op 24 mei 2023.
15. ↑  Volkstelling 1920 - Plaatselijke indeling
16. ↑  Volkstelling 1971 - Plaatselijke indeling. Gearchiveerd op 21 april 2023.
17. ↑  Woningtelling 1919. Gearchiveerd op 6 maart 2019.
18. ↑  Volkstelling 1970 - Lijst van grenswijzigingen tussen gemeenten, resp. van opgeheven en nieuw gevormde gemeenten tussen 31 mei 1960 en 28 februari 1971. Gearchiveerd op 30 september 2020.